# 第9回ダヴィッド・ディ・ドナテッロ賞
第9回ダヴィッド・ディ・ドナテッロ賞（だい9かいダヴィッド・ディ・ドナテッロしょう）の授賞式は、1964年7月26日にタオルミーナで行われた。

## 受賞者一覧

### 監督賞
- ピエトロ・ジェルミ（『誘惑されて棄てられて』）

### プロデューサー賞
- カルロ・ポンティ（『昨日、今日、明日』）
- フランコ・クリスタルディ（『誘惑されて棄てられて』）

### 主演女優賞
- ソフィア・ローレン（『昨日、今日、明日』）

### 主演男優賞
- マルチェロ・マストロヤンニ（『昨日、今日、明日』）

### 外国人女優賞
- シャーリー・マクレーン（『あなただけ今晩は』）

### 外国人男優賞
- ピーター・オトゥール（『アラビアのロレンス』）
- フレドリック・マーチ（『五月の七日間』）

### 外国映画賞
- アラビアのロレンス（監督：デヴィッド・リーン）

### ゴールデン・プレート
- カトリーヌ・スパーク（俳優、『禁じられた抱擁』）
- ユニバーサル・スタジオ（『シャレード』）
- マリオ・チェッキ・ゴーリ（プロデューサー、功労賞）